# Ruzhdie
Ruzhdie is een plaats en voormalige gemeente in de stad (bashkia) Patos in de prefectuur Fier in Albanië. Sinds de gemeentelijke herindeling van 2015 doet Ruzhdie dienst als deelgemeente en is het een bestuurseenheid zonder verdere bestuurlijke bevoegdheden. De plaats telde bij de census van 2011 2326 inwoners.